# ボギー!俺も男だ
『ボギー!俺も男だ』（ボギー!おれもおとこだ、原題：Play It Again, Sam）は、1972年制作のアメリカ合衆国のロマンティック・コメディ映画。
ウディ・アレンが1969年に制作したブロードウェイの舞台劇の映画化作品。アレン自身が脚本を手掛け、アレン、ダイアン・キートンなどの舞台版出演者が出演している。ハンフリー・ボガート主演の映画『カサブランカ』のパロディとなっている。
原題の“Play it Again Sam”は、『カサブランカ』の中で、ボガートの恋人イルザ（イングリッド・バーグマン）が、黒人のピアノ弾きサムに思い出の曲を頼む時のセリフ“Play it, Sam. Play 'As Time Goes By.” 「あれを弾いて、サム。『時の過ぎ行くままに』を」が元ネタになっている。

## あらすじ
映画評論家のアランはハンフリー・ボガートにとりつかれ、毎日のように彼の代表作『カサブランカ』を映画館で心ゆくまで楽しんでいたが、そのおかげで妻ナンシーは、愛想を尽かして彼のもとを去って行った。
友人ディックとその妻リンダはそんな彼を不憫に思い、女友達を紹介してくれるが、彼はオドオドして不器用な性格のため、まったく進展しない。やがて、リンダはアランを優しく慰めるうちに、次第に感情の高まりを覚えるようになる。しかも、アランの前にボガートの幻が出没するようになり、彼を扇動、アランは段々と罪の意識に襲われてくる。

## キャスト
※括弧内は日本語吹き替え
- アラン - ウディ・アレン（富山敬）

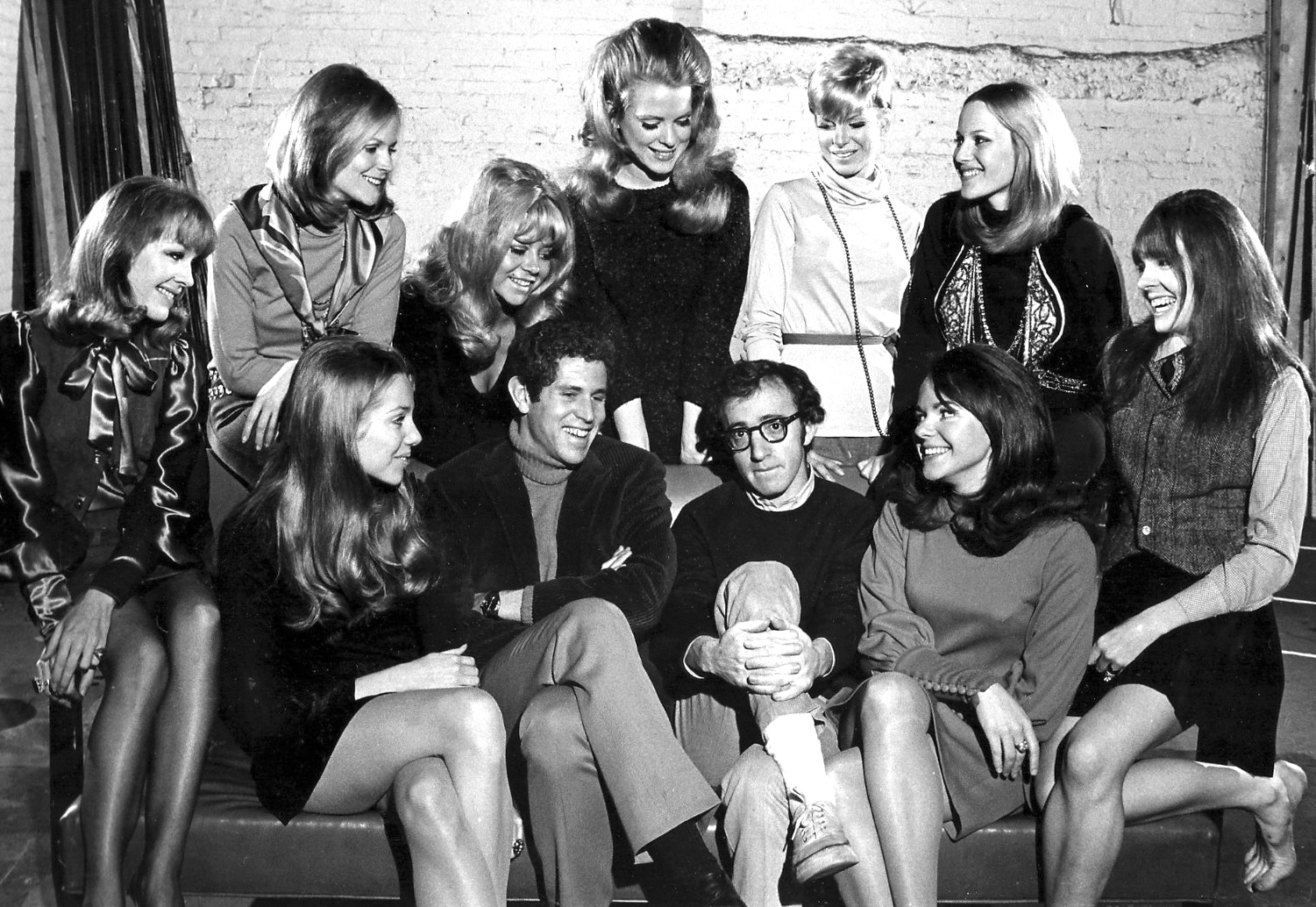
舞台版の出演者たち。手前中央の眼鏡をかけた人物がウディ・アレン。

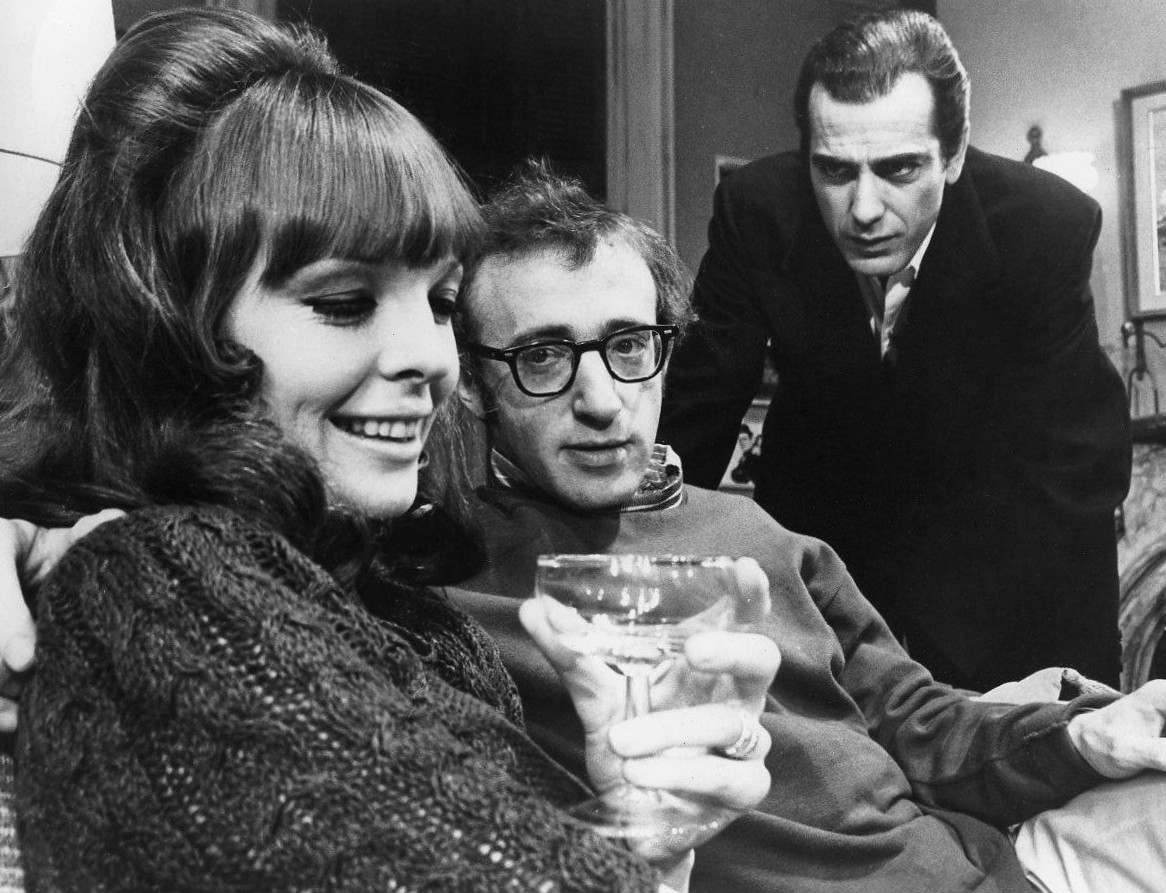
舞台版。アレンとダイアン・キートン。

- リンダ - ダイアン・キートン （上田みゆき）
- ディック - トニー・ロバーツ（伊武雅刀）
- ナンシー - スーザン・アンスパッチ（松金よね子）
- シャロン - ジェニファー・ソルト（山田栄子）
- ハンフリー・ボガートの幻 - ジェリー・レイシー[2]（小林勝彦）